# Panamping
Panamping is een bestuurslaag in het regentschap Serang van de provincie Banten, Indonesië. Panamping telt 4546 inwoners (volkstelling 2010).